# Jiří Eisenreich
Jiří Eisenreich (* 26. března 1927 Plzeň – 4. července 2015) byl český architekt. Vystudoval fakultu architektury na Českém vysokém učení technickém v Praze. Byl členem České komory architektů. Spoluautorem komplexu budov Transgas (1970–1979) na pražských Vinohradech a již neexistující budovy telefonní ústředny (1975–1982) v pražských Dejvicích.

## Galerie

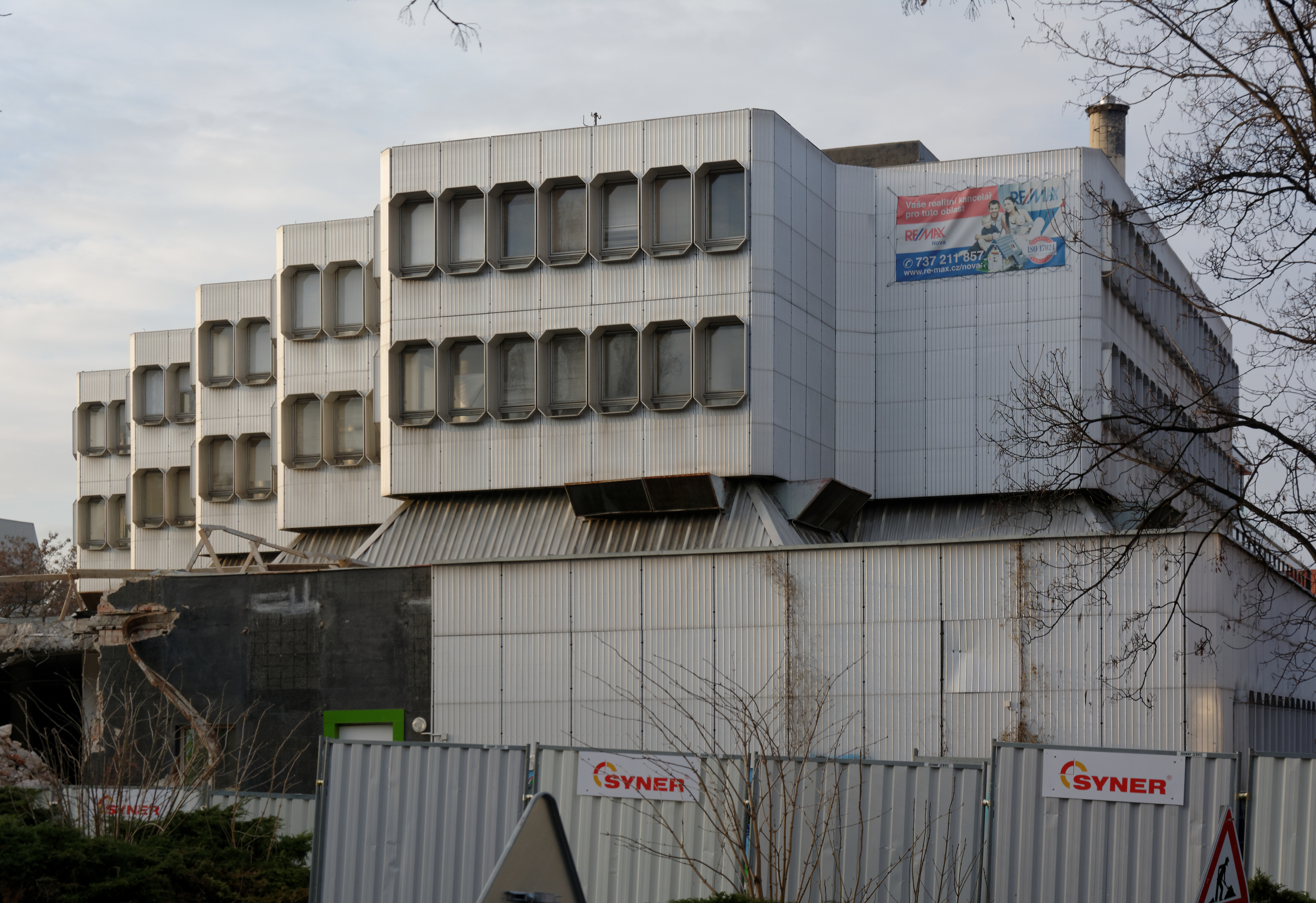
Dejvická telefonní ústředna
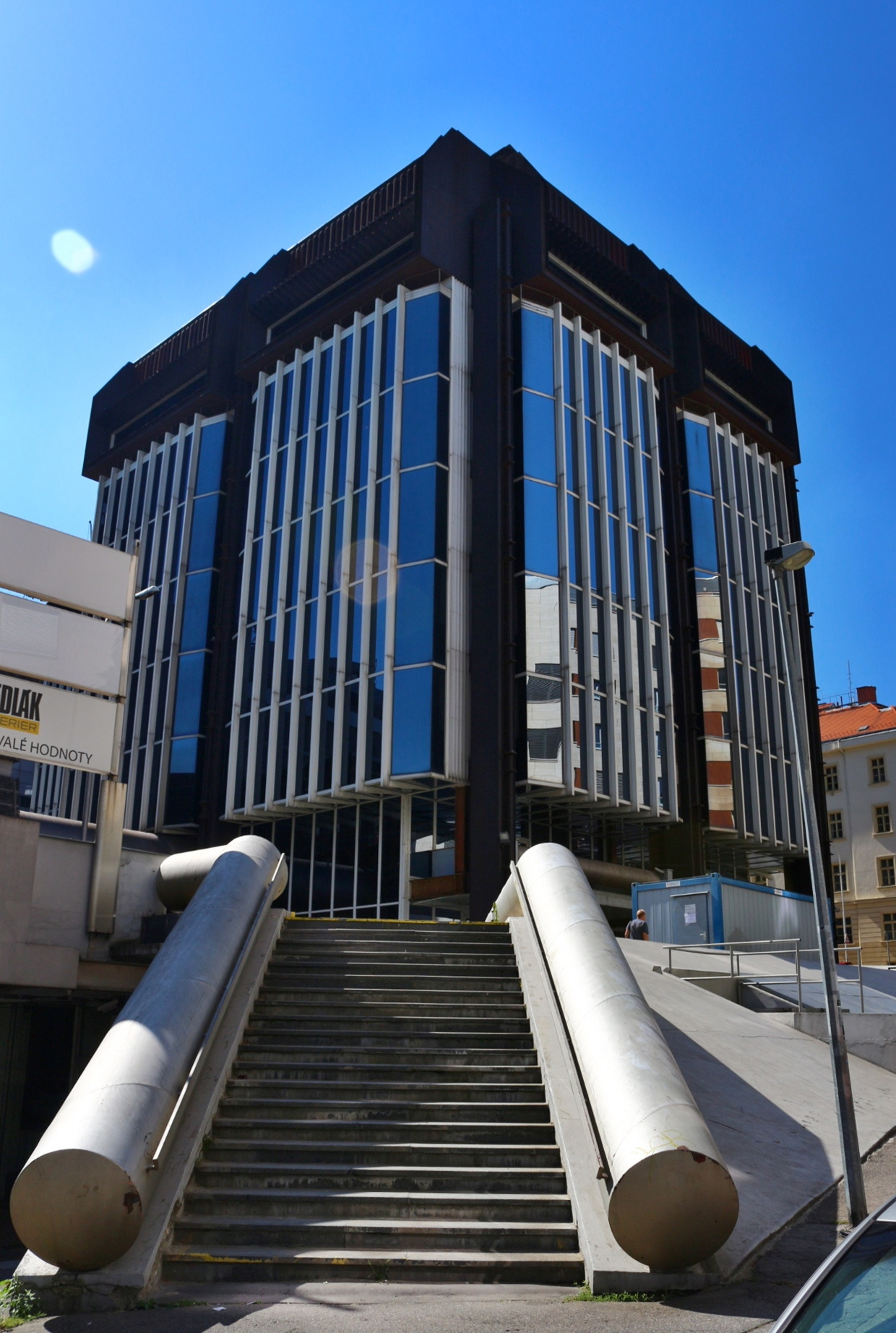
Transgas
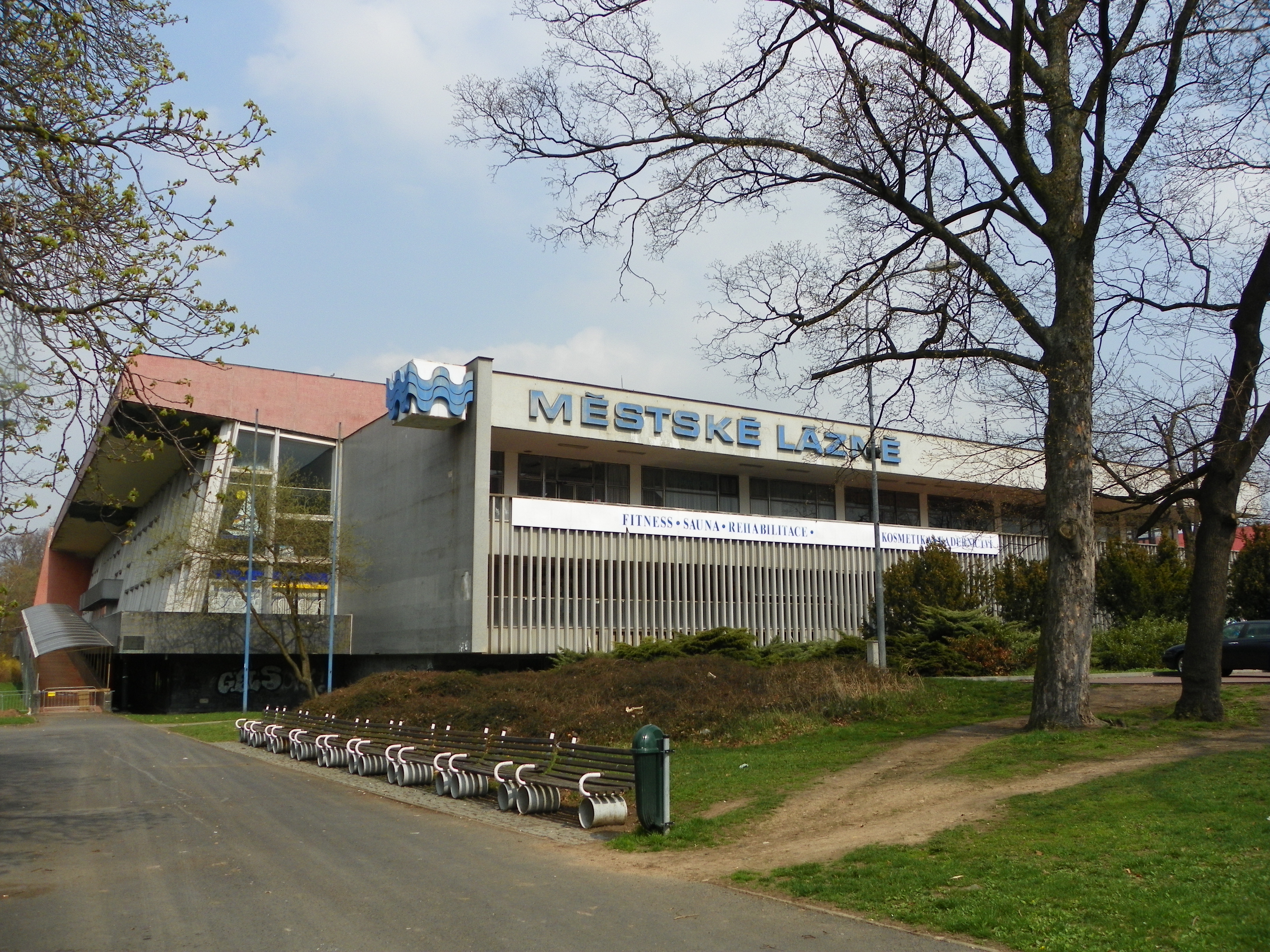
Městské lázně Chomutov